# Achille Polonara
Achille Polonara (* 23. November 1991 in Ancona, Marken) ist ein italienischer Basketballspieler. Polonara wurde mit der italienischen U20-Juniorenauswahl 2011 Vize-Europameister und spielte als professioneller Spieler bislang ausschließlich für italienische Vereinsmannschaften. Seit dem Sommer 2012 ist Polonara auch Nationalspieler in der italienischen Herrenauswahl.

## Karriere
Polonara gehörte bereits als 17-Jähriger zum Kader des italienischen Erstligisten aus Teramo in den Abruzzen in der Saison 2008/09. In der folgenden Saison kam er zu seinen ersten Kurzeinsätzen in der höchsten Spielklasse Lega Basket Serie A, doch die Mannschaft verpasste auf dem elften Platz den erneuten Einzug in die Play-offs um die Meisterschaft. In der Saison 2010/11 fiel man gar auf den 15. und vorletzten Tabellenplatz zurück und schaffte den Klassenerhalt nur durch eine Ausnahmeregelung der Liga. Mit der italienischen Juniorenauswahl verlor Polonara bei der U20-Europameisterschaft das Finalspiel gegen Gastgeber Spanien und gewann die Silbermedaille. In der folgenden Erstliga-Saison erreichte Teramo auf dem 14. und viertletzten Tabellenplatz in der um eine Mannschaft erweiterten Liga den sportlichen Klassenerhalt, doch die finanziellen Ressourcen des Vereins waren soweit erschöpft, dass man keine neue Lizenz mehr bekam.
Zur Saison 2012/13 wechselte Polonara zum bisherigen Ligakonkurrenten und Altmeister Cimberio aus Varese, wo er mit seinem U20-Nationalmannschaftskameraden Andrea De Nicolao zusammenspielte. In der Saison 2012/13 erreichte Varese das Finale im Pokalwettbewerb „Coppa Italia“, das knapp mit drei Punkten Unterschied gegen Serienmeister Montepaschi Siena verloren ging, und verbesserte sich vom achten Platz der Vorsaison auf den ersten Platz nach der Hauptrunde. In der Play-off-Halbfinalserie um die Meisterschaft ging es gegen Titelverteidiger Siena, denen man im siebten und entscheidenden Spiel unterlag. Wie in der Vorsaison für Teramo gewann Polonara auch in Varese die Auszeichnung als bester Nachwuchsspieler (U22) der italienischen Liga. Als die US-Amerikaner Michael E. Green und Bryant Dunston den Verein zur folgenden Saison 2013/14 verlassen hatten, verpasste Varese auf dem zehnten Platz den erneuten Einzug in die Play-offs. Anschließend wechselte Polonara zum amtierenden EuroChallenge-Titelträger Pallacanestro Reggiana nach Reggio nell’Emilia.

## Privates
Im Oktober 2023 musste sich Achille Polonara einen Hodentumor entfernen lassen. Die Operation verlief erfolgreich. Am 16. Juni 2025 wurde bekannt, dass Polonara an myeloische Leukämie erkrankt ist und sich in Behandlung befinde.